# لائومدون

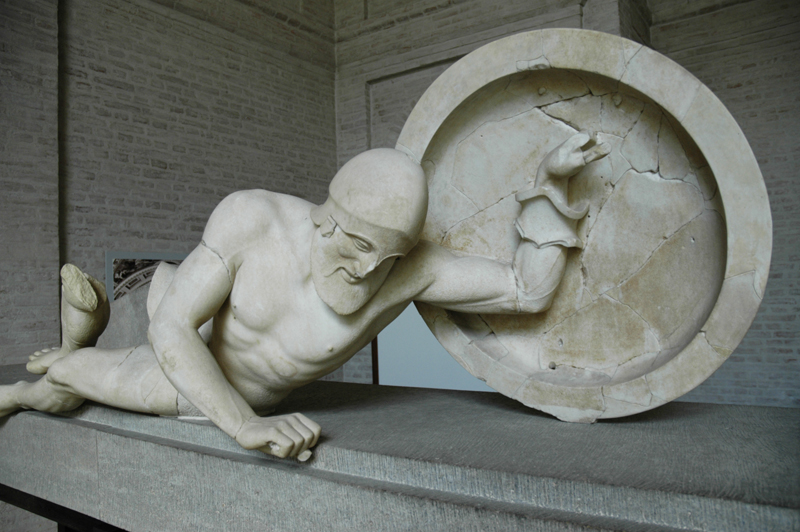
نام پرونده:Aphaia pediment Laomedon E-XI Glyptothek Munich 85.jpgتوضیحات: به اصطلاح «جنگجوی در حال مرگ» (جنگجوی سقوط کرده تروا، احتمالاً لائومدون)، شکل های E-XI از سنگفرش شرقی معبد آفایا، حدود. 505-500 قبل از میلاد

لائومدون (به انگلیسی: Laomedon) در اسطوره‌های یونان، پادشاه تروا است.
پسر ایلوس و ائورودیکه بود. زئوس، آپولون و پوسیدون را به عنوان تنبیه برای یک سال کار اجباری نزد او فرستاد. آن دو دیوارهای شهر تروا را ساختند. اما لائومدون مزدشان را نپرداخت. آپولون نیز برای انتقام تروا را به طاعون مبتلا کرد و پوسیدون نیز هیولایی دریایی به این شهر فرستاد. لائومدون دخترش هسیونه را به عنوان قربانی به صخره بست و پیشکش هیولا کرد. هراکلس هسیونه را نجات داد اما لائومدون پاداش او را هم نپرداخت. پس هراکلس به تروا حمله کردو لائومدون را کشت و پسرش پریاموس به جای او نشست.